# Доля Всесвіту (роман)
«Доля Всесвіту» (швед. Universums öde) — серія науково-фантастичних романів для дітей старшого віку та молоді від шведського письменника Георга Юганссона, опублікована двома виданнями. Перше видання складається з п'яти частин, надрукованих у період між 1979 і 1986 роками. У другому, дещо переробленому виданні, книга номер друга, «Полювання на планету», вилучена за бажанням автора. Частково через трохи лівого спрямування зображення планети, схожої на нашу, зображення, яке нині автор називає «невідсортованим трамваєм думок».

## Книги
Серія книг складається з романів «Розрив із Землею» (1979), «Полювання на планету» (1980), «На невідомій планеті» (1982), «Смерть комп'ютерів» (1983) і «Діти Андромеди» (1986).
«Розрив із Землею», «Полювання на планету» і «На невідомій планеті» перекладені фінською мовою, а також опубліковані у Фінляндії.

### «Розрив із Землею»
«Розрив із Землею» — перша книга серії, опублікована в 1979 році. Сюжет книги розгортається в 2079 році, коли космічний корабель «Ранкова зірка» безслідно зникає після драматичного вильоту з Марса. Головний герой — пілот космічного корабля Лен Ренберг.
«Розрив із Землею» — це захоплива історія про Лена Ренберга, який живе приємним життям у Туле в Гренландії. Коли його батько і мати померли від отруєння свинцем, він влаштувався на роботу в Amalgamated льотчиком.
Через деякий час помирає його дядько, і він успадковує велику суму грошей. Він купує власний корабель і летить шукати вантаж, який можна було б відправити на різні планети за невелику платню. Одного разу він отримує роботу транспортувати збагачену руду на Марс. Він погоджується, але після старту з Плутона раптово лунає вибух і все стає чорним.

#### Головні теми
У передмові до збірки «Доля Всесвіту» автор Георг Юганссон зазначає, що на написання першої книги суттєво вплинули нафтові кризи 1973 і 1979 років.
Земля зображена як коричнево-сіра планета, перенаселена й керована трьома силовими блоками, які виникли після завершення Третьої світової війни. Суспільство засноване на споживанні та мовчанні, а уряди примусово годують апатичне населення світу пропагандою. У книзі не сказано, чи є якась опозиція до влади, але, з точки зору головного героя, люди занадто апатичні, щоб піклуватися про щось інше.
Космічні подорожі в розпалі, оскільки викопне паливо закінчилося, а густий хмарний покрив унеможливлює отримання сонячної енергії. Уран видобувають на зовнішніх планетах, а потім транспортують на Землю та Марс. Подорож від Землі до Плутона займає менш як місяць. Використання й транспортування урану є однією з причин, чому довкілля Землі настільки зруйноване.

### «Полювання на планету»
«Полювання на планету» 1980 року — друга книга серії, яку згодом за власним бажанням автора вилучили із серії. У романі описується пошук Леном і Амальтеєю планети, придатної для життя в галактиці Андромеди.

### «На невідомій планеті»
«На невідомій планеті» (1982) — третя книга серії. У ній описується прибуття Лена та Амальтеї, а також колонізація Нової Землі.

### «Смерть комп'ютерів»
«Смерть комп'ютерів» (1983) відрізняється від інших книг тим, що зображує Землю після зникнення Лена Ренберга, і, таким чином, переходить до іншої гілки історії, ніж перші три книги. З точки зору жанру, роман краще вписується у визначення кіберпанку, ніж класична наукова фантастика. Книгу можна читати незалежно від решти серії. «Смерть комп'ютерів» можна вважати першим шведським романом у стилі кіберпанк.
У 1980 роках вище вказаний рома адаптували під радіосеріал.

### «Діти Андромеди»
«Діти Андромеди» (1986) — остання частина пентології. Люди Нової Землі — нащадки людей, які давно прибули на планету в галактики Андромеди на Кораблі поколінь. Зараз група вирішила спробувати повернутися до Чумацького Шляху. вони побудували космічний корабель Terra Nova, і тривала подорож у 2,2 мільйона світлових років через космос розпочалася. Але на борту Terra Nova відбуваються дивні речі. Чи це часом не диверсія, щоб не допустити експедиції до місця призначення?

## Головні герої
- Лен(напрт) Ренберг — народжений у шведських батьків та виріс в Туле, Гренландія. Стає космічним льотчиком, як і його батько. Лен дуже обізнаний про історію та умови світу, завдяки нетрадиційному вихованню його батьками.
- Амальтея — Названа на честь супутника Юпітера. Керівник «ротелла» (ракетного готелю) на Титані. Як жінка в космосі, вона вразлива і незвичайна; гніт жінок після світової війни тотальний. Батько Амальтеї також був космічним льотчиком, він же навчив її професії.
- Спрингстін — шахтар. Він та його російський партнер Тургенєв використовують «прискорювачі мовлення» для спілкування блискавично та потайки. Спрінгстін хоче, щоб Лен Ренберг перевіз надзвичайно багату уранову руду на Марс з Плутона, але вбиває Тургенєва під час навантаження.

## Нове видання
Наприкінці 2018 року Георг Юганссон підписав контракт з видавництвом Eloso на нове видання книг. Книги будуть перероблені, а частини раніше видаленої книги «Полювання на планету» буде включена в «На невідомій планеті».